# Decrepit Birth
Decrepit Birth sono un gruppo musicale death metal statunitense attivo dal 2001 e originario di Santa Cruz (California).

## Formazione
Membri attuali
- Bill Robinson - voce (2001–presente)
- Matt Sotelo - chitarra, cori (2001–presente)
- Sam "Samus" Paulicelli - batteria (2010–presente)
- Sean Martinez - basso (2013–presente)

Ex membri
- Chase Fraser - chitarra (2010-2015)
- Derek Boyer - basso (2001–2003, 2011-2012)
- KC Howard - batteria (2004–2010)
- Dan Eggers - chitarra (2008–2010)
- Joel Horner - basso (2006-2011)
- Tim Yeung - batteria (2003)
- Risha Eryavec - basso (2004-2007)
- Mike Turner - chitarra (2004–2006)

## Discografia
- 2003 - ...And Time Begins
- 2008 - Diminishing Between Worlds
- 2010 - Polarity
- 2017 - Axis Mundi